# Gantao He
Gantao He är ett vattendrag i Kina. Det ligger i provinsen Hebei, i den norra delen av landet, omkring 290 kilometer sydväst om huvudstaden Peking.
Genomsnittlig årsnederbörd är 642 millimeter. Den regnigaste månaden är juli, med i genomsnitt 203 mm nederbörd, och den torraste är december, med 5 mm nederbörd.